# Lofocoleàcies
Les lofocoleàcies (Lophocoleaceae) són una família d'hepàtiques de la classe Jungermanniopsida. Aquesta família es caracteritza pel fet que els seus membres tenen les fulles enteres o dentades, de sense dividir a bilobades.

## Alguns gèneres
- Clasmatocolea
- Heteroscyphus
- Lamellocolea
- Stolonivector